# Panoramic View of Seven Castles
Panoramic View of Seven Castles je americký němý film z roku 1902. Režisérem je Harry Buckwalter (1867–1930). Film měl premiéru v listopadu 1902.

## Děj
Film zachycuje scenérii krajiny s několika obrovskými červenými monolity kolem malého města Basalt, který se nachází poblíž města Glenwood Springs v okrese Garfield ve státě Colorado.